# Arábia Saudita nos Jogos Olímpicos de Verão de 2000
A Arábia Saudita participou dos Jogos Olímpicos de Verão de 2000 em Sydney, Austrália.

## Medalhistas

### Prata
- Hadi Souan Somayli — Atletismo, 400m com barreiras masculino

### Bronze
- Khaled Al-Eid — Hipismo, Saltos individual